# Chntpw

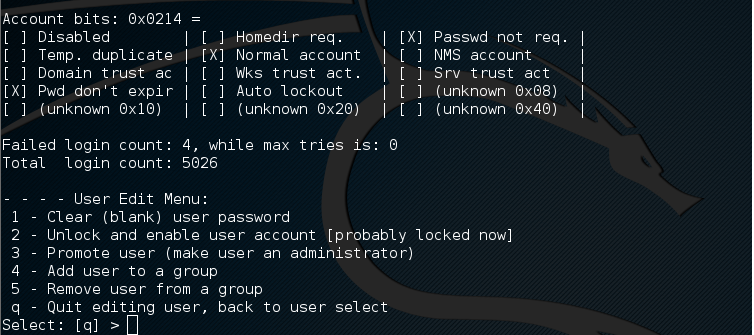

chntpw è un comando disponibile sotto sistemi linux per accedere al file SAM nel quale sono conservate in forma criptata molteplici informazioni relative agli utenti di un sistema Windows. Il file SAM è parte del Registry di Windows.
L'utilizzo prevalente di chntpw riguarda la possibilità di forzare la password dell'amministratore di un sistema per il quale si sia dimenticata detta password oppure ci si possa loggare soltanto come utente privo dei privilegi di amministrazione.
Lanciando l'applicazione con il parametro -i l'uso del programma sarà guidato da un semplice menù testuale.
Prima di avviare chntpw bisogna montare la partizione dove è conservato il file SAM (in genere la /dev/sda1) e fornire come parametro del comando la path completa del file SAM (ad es.: montando la /dev/sda1 in /mnt/windows/ si darà il comando chntpw -i /mnt/windows/WINDOWS/system32/config/SAM).
Esistono versioni di chntpw multipiattaforma. Esistono alternative a chntpw come Kon-Boot.